# Leucauge decorata
Leucauge decorata là một loài nhện trong họ Tetragnathidae.
Loài này thuộc chi Leucauge. Leucauge decorata được miêu tả năm 1864 bởi Blackwall.

## Hình ảnh

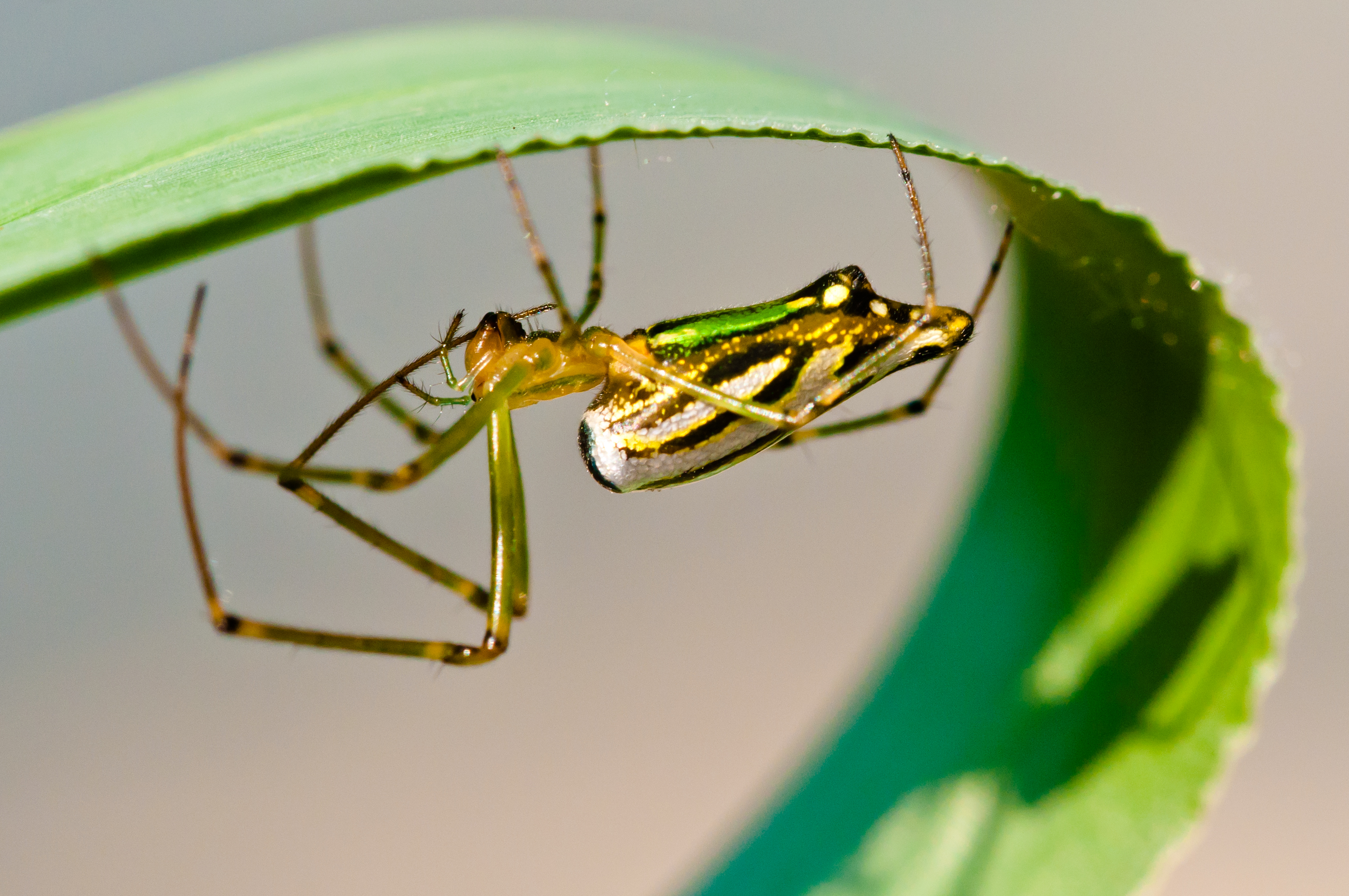